# Galmei-Schaf-Schwingel
Der Galmei-Schaf-Schwingel (Festuca aquisgranensis) gehört zur Artengruppe Schaf-Schwingel (Festuca ovina agg.). Er ist ein Metallophyt und eine Charakterart der Galmeiflora im Dreiländereck um Aachen (z. B. im Naturschutzgebiet Schlangenberg) und bei Paderborn. Er wird in der botanischen Literatur auch als Westfälischer oder Aachener Schwingel (Festuca ovina ssp. guestfalica) beschrieben.

## Ähnliche Arten
Der Galmei-Schaf-Schwingel ist dem Harten Schaf-Schwingel (Festuca guestifalica) sehr ähnlich. Der Artstatus und die Abgrenzung zu anderen Festuca guestifalica-Sippen wie beispielsweise Festuca pseudaquisgranensis auf Schwermetallstandorten ist noch unklar.

## Taxonomie
Der Galmei-Schaf-Schwingel wurde 1977 von Auquier in Bulletin du Jardin Botanique National de Belgique Band 47, Seite 108 als Festuca ophioliticola subsp. calaminaria Auquier beschrieben. Diese Unterart wurde 1990 als Festuca aquisgranensis .Patzke & G.Br. von Erwin Alfred Patzke und Gary Brown in Decheniana Band 143, Seite 194 zur Art erhoben. 